# Mario Gehrig
Mario Gehrig (* 14. Juni 1971 in Mannheim) ist ein ehemaliger deutscher Eishockeyspieler, der für die Adler Mannheim und die Berlin Capitals in der Deutschen Eishockey Liga aktiv war.

## Spielerkarriere
Der 1,80 m große Stürmer begann seine Karriere in der Jugend des Mannheimer ERC, für die er in der Saison 1991/92 seine ersten Bundesligaeinsätze absolvierte. Für das DEL-Team des MERC, die Adler Mannheim, stand der Linksschütze auch nach der Gründung der neuen höchsten deutschen Profispielklasse 1994 auf dem Eis. Mit den Adlern gewann Gehrig 1997 und 1998 die Deutsche Meisterschaft und wechselte dann zu den Berlin Capitals, die er nach einem Jahr in Richtung Hamburg verließ. Mit den Hamburg Crocodiles startete Gehrig in der Saison 1999/00 in der 2. Bundesliga.
Während der Saison 2001/02 schnürte Gehrig für den Adendorfer EC die Schlittschuhe. Seit der Spielzeit 2002/03 spielte er für den EC Timmendorfer Strand, wo er seine Karriere 2006 beendete.

## Sonstiges
Nach dem Ende seiner Profilaufbahn hat Gehrig den Eissport laut eigener Aussage hinter sich gelassen. Heute lebt und arbeitet er als Kostümbildner in Hamburg – unter anderem ist er für die Outfits von Sanna Englund in der ZDF-Serie Notruf Hafenkante verantwortlich.
Am 23. Februar 2018 kehrte Mario Gehrig im Rahmen des Abschiedsspiels seines ehemaligen Teamkollegen Jochen Hecht nochmals auf Mannheimer Eis zurück und erzielte in Hechts All-Star-Auswahl „Monnem 55er“ einen Treffer gegen die „Rovers“ des an diesem Abend ebenfalls verabschiedeten Ronny Arendt.

## Erfolge und Auszeichnungen
- 1997 Deutscher Meister mit den Adler Mannheim
- 1998 Deutscher Meister mit den Adler Mannheim

## Karrierestatistik
(Legende zur Spielerstatistik: Sp oder GP = absolvierte Spiele; T oder G = erzielte Tore; V oder A = erzielte Assists; Pkt oder Pts = erzielte Scorerpunkte; SM oder PIM = erhaltene Strafminuten; +/− = Plus/Minus-Bilanz; PP = erzielte Überzahltore; SH = erzielte Unterzahltore; GW = erzielte Siegtore; 1 Play-downs/Relegation; Kursiv: Statistik nicht vollständig)